# Sylvia Browne
Sylvia Browne, all'anagrafe Sylvia Celeste Shoemaker (Kansas City, 19 ottobre 1936 – San Jose, 20 novembre 2013), è stata una sensitiva, saggista e insegnante statunitense.
Sedicente medium, oggetto di numerose controversie, scrisse numerosi libri che diventarono best seller negli Stati Uniti venendo poi tradotti in varie lingue. Fu ospite fissa nello show televisivo The Montel Williams Show ed ebbe un proprio spazio nel palinsesto della Hay House Radio. Fu processata e condannata per frode finanziaria (investment fraud) e appropriazione indebita (grand theft) nel 1992.

## Biografia
Sylvia Browne nacque a Kansas City, nel Missouri, da Bill Shoemaker e da Celeste Coil, primogenita di due sorelle. Suo padre era ebreo, sua madre episcopale e sua nonna Ada una fervente luterana. A un certo punto però, quando Sylvia era ancora bambina, tutta la famiglia decise di convertirsi al cattolicesimo e di ricevere il battesimo cattolico: Browne in seguito svolgerà la professione di insegnante di religione cattolica per diciotto anni.
Browne sostenne sempre di avere avuto esperienze medianiche fin dalla più tenera età e più volte sottolineò l'importanza della figura della nonna Ada, che le avrebbe trasmesso le doti di sensitiva. Iniziò a operare pubblicamente come presunta medium a partire dal 1974, e nel tempo la sua popolarità crebbe fino a farla approdare in televisione e in radio. A questa crescita di popolarità corrispondeva il formarsi di due schiere opposte di fan e di detrattori. Questi ultimi sottolineavano spesso come prova dell'immoralità di Browne il fatto che essa si facesse pagare cifre molto salate per i suoi servizi (850 dollari era la tariffa per un consulto telefonico della durata di 20-30 minuti).
Sylvia Browne affermò di avere in più occasioni collaborato con la polizia statunitense, compresa l'FBI. Tuttavia, dei 35 casi di collaborazione documentati, per 21 volte le informazioni fornite da Sylvia sarebbero state troppo vaghe, e negli altri 14 casi si sarebbero dimostrate completamente inutili. A seguito di verifica empirica, i 115 casi investigativi, in cui lei asseriva di aver fornito informazioni utili, si sono rivelati essere in realtà tutti fallimenti completi con una percentuale di indicazioni corrette pari a zero. Disse alla madre di Amanda Berry, di 17 anni, e ai genitori di Shawn Hornbeck, di 11, entrambi scomparsi nel 2002, che i loro figli erano stati uccisi. Sia Shawn che Amanda furono poi ritrovati vivi diversi anni dopo: erano stati rapiti e tenuti prigionieri contro la loro volontà. La madre di Amanda morì di infarto prima che la figlia fosse trovata viva, con la convinzione, data di Browne, che Amanda fosse morta.
Fu sposata quattro volte (la prima a 16 anni per una sola settimana) ed ebbe due figli maschi, uno dei quali, Chris, avrebbe anch'egli presunti "doni medianici". Morì nel 2013 all'età di 77 anni. Non si conoscono le cause: il comunicato stampa che annunciò la sua morte specificava solo che Sylvia Browne era morta alle 07:10 del 20 novembre 2013 presso il Good Samaritan Hospital di San Jose, in California.

## Attività religiosa
Browne era a capo della Sylvia Browne Corporation e della Sylvia Browne Enterprises, nonché fondatrice di una sua propria chiesa, la Society of Novus Spiritus, che definiva di orientamento cristiano gnostico. Tale chiesa, la cui sede centrale si trova a Campbell, California, dove fu creata nel 1986, pur basata principalmente sugli insegnamenti cristiani opererebbe anche un certo sincretismo, assimilando insegnamenti anche dall'ebraismo e dall'Islam, dall'induismo e dal buddhismo. Oltre alla Bibbia, Browne considerava come testi sacri i vangeli gnostici (ad esempio il Vangelo di Maria)